# Oryctophileurus varicosus
Oryctophileurus varicosus är en skalbaggsart som beskrevs av Heinrich Bernward Prell 1934. Oryctophileurus varicosus ingår i släktet Oryctophileurus och familjen Dynastidae. Inga underarter finns listade i Catalogue of Life.